# Étang de Hasselfurth
L'étang de Hasselfurth (en allemand Hasselfurther Weiher), se situe dans la commune de Bitche, dans le département français de la Moselle en région Grand Est.
L'étang, situé à deux kilomètres du centre de la ville, est acquis par la municipalité, qui en a fait une base de loisirs. Niché au cœur du Parc naturel régional des Vosges du Nord, il est entouré de grandes forêts et accueille un VVF Villages. L'étang offre un large choix de pratiques sportives et de vastes sentiers pédestres sont aménagés tout au long de l'étang, menant entre autres jusqu'à Lemberg. Le club de tennis bitchois possède également un complexe situé à trois cents mètres de l'étang, composé de deux courts extérieurs et de deux courts intérieurs. 
Un parcours acrobatique en hauteur est présent à proximité de l'étang, baptisé La Forêt des Défis. Composé de parcours aériens de trois à douze mètres de hauteur, il offre une progression en crescendo sur différents niveaux de difficulté, permettant au participant d'évoluer de l'initiation et de la découverte vers le défi. Chaque parcours débute par une plate-forme fixée à un arbre et se compose de multiples types de franchissements allant du ludique à l'acrobatique, tels que tunnels, toboggans, passerelles, saut de liane, pont de singe, descente en tyrolienne, poutre mobile ou encore passage de filet.
L'étang est bordé par un restaurant appelé L'Auberge du Lac.

## Histoire

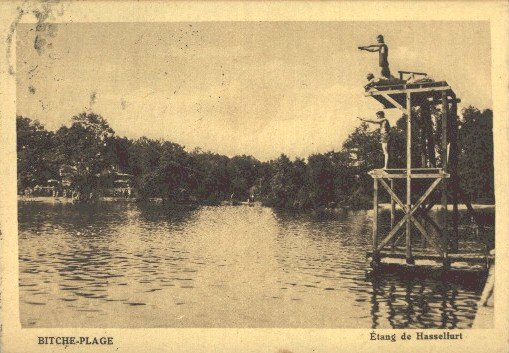

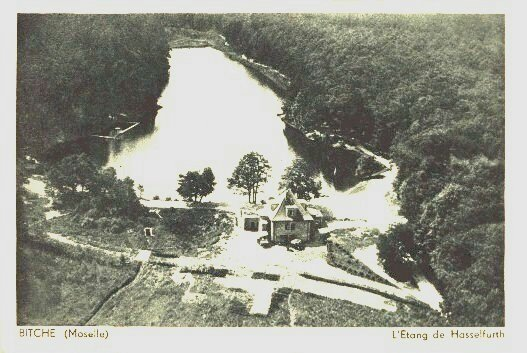

Dans l'ancien collège Saint-Augustin, l'hygiène reste l'une des préoccupations essentielles. Les élèves font leurs ablutions aux Lavoirs mais elles ne sont pas autorisées en deçà de la ceinture, sous peine de sanction. Il n'y a pas de douches et pour les 250 personnes de la maison, une seule petite chambre de bains à une seule baignoire est prévue pour ceux qui désirent prendre un bain. Les plus prévoyants s'organisent pour prendre des bains de pieds à la buanderie, ce qui ne peut se faire qu'après entente préalable. Conscient de ses inconvénients, l'abbé Lamberton fait aménager à l'étang de Hasselfurth, non loin du collège et lieu prédestiné pour les promenades des semaines d'été, un ponton faisant usage de cabines pour les baigneurs. En été, seuls les élèves des classes participant à la promenade au Hasselfurtherweiher y ont accès, et ceci pour un espace de temps limité, classe après classe. Ce choix est d'autant plus apprécié que la pièce d'eau est située aux abords d'une grande forêt, riche en myrtilles, qui parfument agréablement le morceau de pain sec alloué pour le goûter. C'est dans cet espace sanitaire que se noie le 26 juin 1929 l'abbé Brustlé, économe du collège Saint-Augustin de Bitche. La ville de Bitche fait acquisition de l'étang en 1980.